# Magan
Magan (sum. má.ganki) – w tradycji mezopotamskiej jedna z trzech krain (pozostałymi były Dilmun i Meluhha), które leżeć miały wzdłuż brzegów „Dolnego Morza”, tj. Zatoki Perskiej i Morza Arabskiego; identyfikowana najczęściej z terenami współczesnego Omanu i Zjednoczonych Emiratów Arabskich, w północno-wschodniej części Półwyspu Arabskiego. 
W sumeryjskich tekstach z III tys. p.n.e. zarówno Magan, jak i Meluhha (ta ostatnia identyfikowana najczęściej z cywilizacją doliny Indusu) wymieniane są jako odległe krainy, będące źródłem różnych egzotycznych dóbr. Kraina Magan znana była jako źródło drewna, miedzi, diorytu i kamieni półszlachetnych, natomiast kraina Meluhha – jako źródło czarnego drewna (hebanu?), kości słoniowej, złota, srebra, karneolu i lapis lazuli. Większość, jeżeli nie wszystkie z tych dóbr, transportowane były drogą wodną do portów przeznaczenia w Mezopotamii. 
Począwszy od okresu akadyjskiego najbardziej poszukiwanym w Mezopotamii dobrem pochodzącym z Maganu była miedź. Świadectwa prac wydobywczych prowadzonych w starożytności w licznych kopalniach miedzi w Omanie i w Fudżajrze w północnej części Zjednoczonych Emiratów Arabskich potwierdzają, że Magan był wówczas ważnym źródłem tego metalu. Magan był również ważnym źródłem twardego kamienia, zwanego diorytem. Wiadomo iż Gudea, sumeryjski władca Lagasz (2. połowa XXII w. p.n.e.) sprowadzał dioryt z Maganu, który następnie używany był do wykonywania posągów przedstawiających tego władcę.
Handel wymienny pomiędzy Mezopotamią a Maganem poświadczony jest już za rządów akadyjskiego króla Sargona Wielkiego (2334–2279 p.n.e.), o czym świadczy wzmianka w jednym z tekstów o statkach z Maganu, Meluhhy i Dilmunu, cumujących przy nabrzeżach królewskiej stolicy Agade. Wydaje się jednak, iż już za panowania następców Sargona stosunki z Maganem pogorszyły się na tyle, iż jego wnuk, Naram-Sin (2254–2218 p.n.e.), zmuszony był poprowadzić przeciw tej krainie jedną ze swych wypraw wojennych. Według Kroniki wczesnych królów wyprawa ta zakończyć się miała sukcesem, a Naram-Sin pojmać miał nawet króla krainy Magan o imieniu Mannu-dannu. Ojciec Naram-Sina, Manisztusu, najprawdopodobniej również poprowadził jedną ze swych kampanii wojennych przeciw Maganowi. Pokojowe relacje pomiędzy Maganem a Mezopotamią odnowione zostały przez Ur-Nammu (2112–2095 p.n.e.), założyciela III dynastii z Ur. Handel pomiędzy Mezopotamią a Maganem kwitł przez cały okres Ur III (ok. 2112–2004 p.n.e.) oraz środkową i późną epokę brązu. W zamian za dobra eksportowane do Mezopotamii do Maganu wysyłano wełnę, skóry zwierzęce, olej sezamowy i produkty roślinne. Począwszy od XVIII w. p.n.e., nazwa Magan zaczyna stopniowo znikać z tekstów klinowych.
W okresie nowoasyryjskim tereny dzisiejszego Omanu znane już były pod nazwą Qade. Pade, król Qade z miasta Izkie (wsp. Izki w Omanie?), złożył trybut asyryjskiemu królowi Aszurbanipalowi w 640 r. p.n.e. Nazwa Magan nie została jednak całkowicie zapomniana, gdyż królowie asyryjscy wciąż używali jej w swej tytulaturze królewskiej. I tak np. Asarhaddon wciąż jeszcze używał tytułu „króla królów Dilmun, Maganu i Meluhhy”. 
Kraina Magan pojawia się jeszcze w tekstach z czasów panowania perskiej dynastii Achemenidów. W inskrypcjach królów perskich zapisywanych w języku staroperskim kraina ta występuje pod nazwą Maka, natomiast w tekstach ekonomicznych z Persepolis zapisywanych w języku elamickim nazwa tej krainy brzmi Makkasz.